# Як радісно жити
«Як радісно жити» (фр. Quelle joie de vivre) — комедійний франко-італійський кінофільм 1961 року поставлений режисером Рене Клеманом.

## Сюжет
Італія початку двадцятих років ХХ століття. До мирного життя після демобілізації повертається Улісс Чекконато (Ален Делон). В умовах післявоєнного безробіття і злиднів молодому чоловікові належить розв'язати для себе проблему працевлаштування і взагалі подальшого існування у цьому неспокійному світі. Відмовившись від пропозиції фашистів, які незабаром мали прийти до влади, Улісс влаштовується на роботу в друкарні, яка належить родині підпільників-анархістів. Юнак закохується в красуню Франку (Барбара Квятковська-Лясс), і щоб сподобатись їй, видає себе за одного з іспанських анархістів-бомбістів.

## В ролях
| Актор                    |   | Роль              |
| ------------------------ | - | ----------------- |
| Ален Делон               | • | Улісс Чекконато   |
| Барбара Квятковська-Лясс | • | Франка            |
| Джамп'єро Літтера        | • | Турідду           |
| Джино Черві              | • | Фоссаті-тато      |
| Ріна Мореллі             | • | Роза Фоссаті      |
| Карло Пізакане           | • | Фоссаті-дідусь    |
| Луїджі Джуліані          | • | Веліволо Фоссаті  |
| Уго Тоньяцці             | • | анархіст          |
| Леопольдо Трієсте        | • | художник-анархіст |

## Факти
Фільм брав участь у конкурсній програмі 14-го Міжнародного кінофестивалю в Каннах (1961).